# Palatul Regal din Madrid

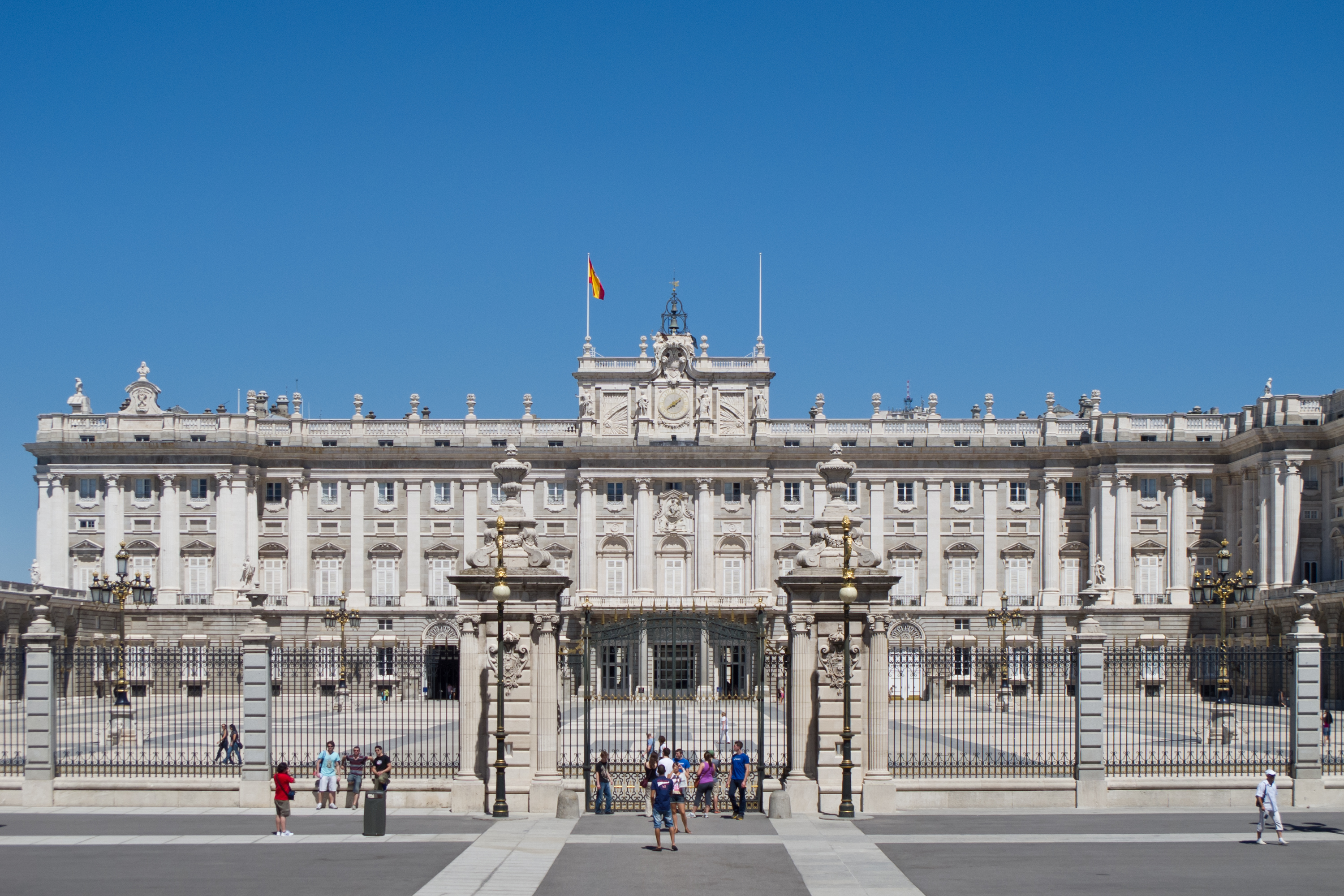
Palatul Regal din Madrid.

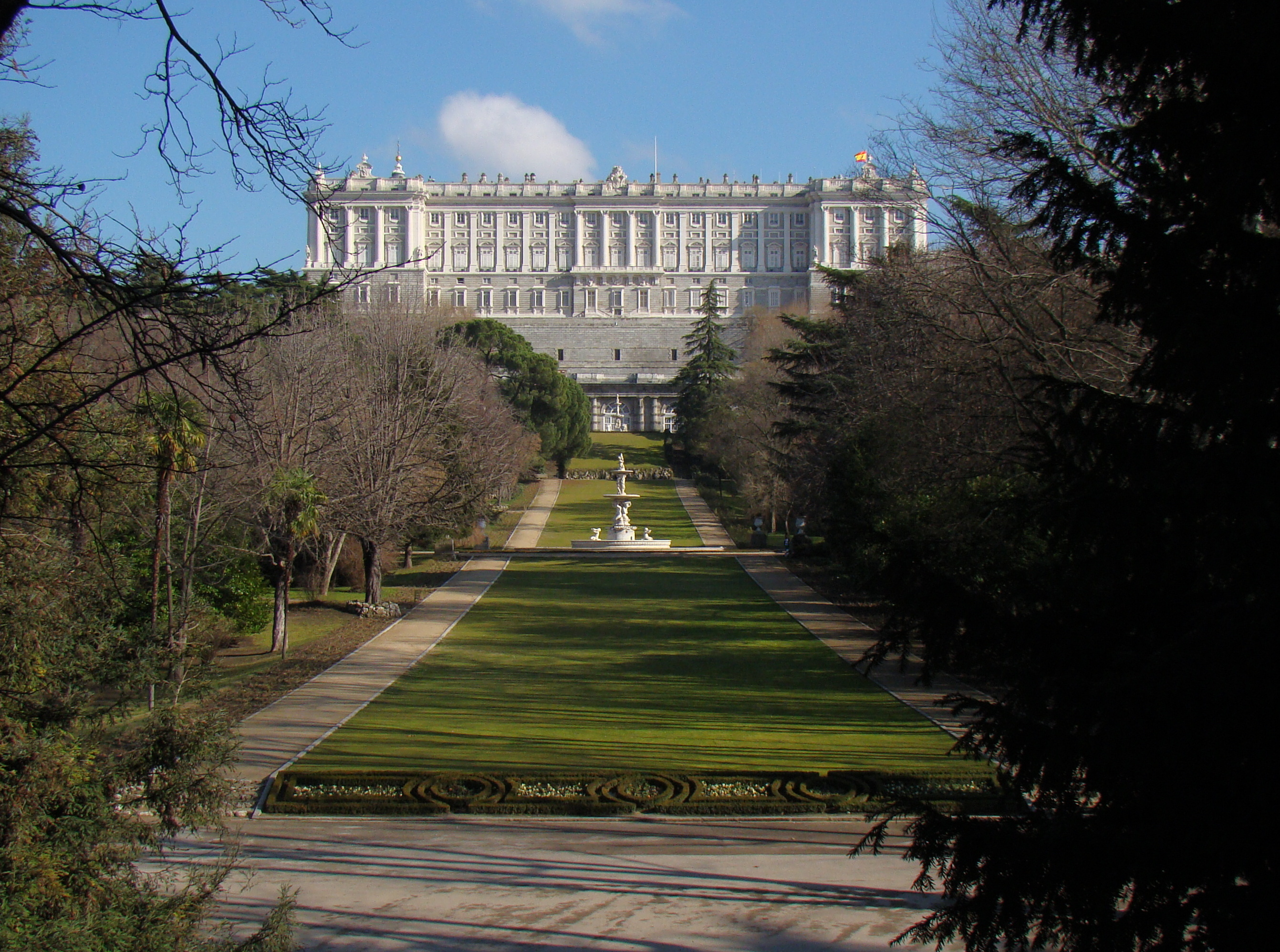
Fațada de vest a Palatului Regal vazutǎ dinstre Campo del Moro (gradinile oficiale).

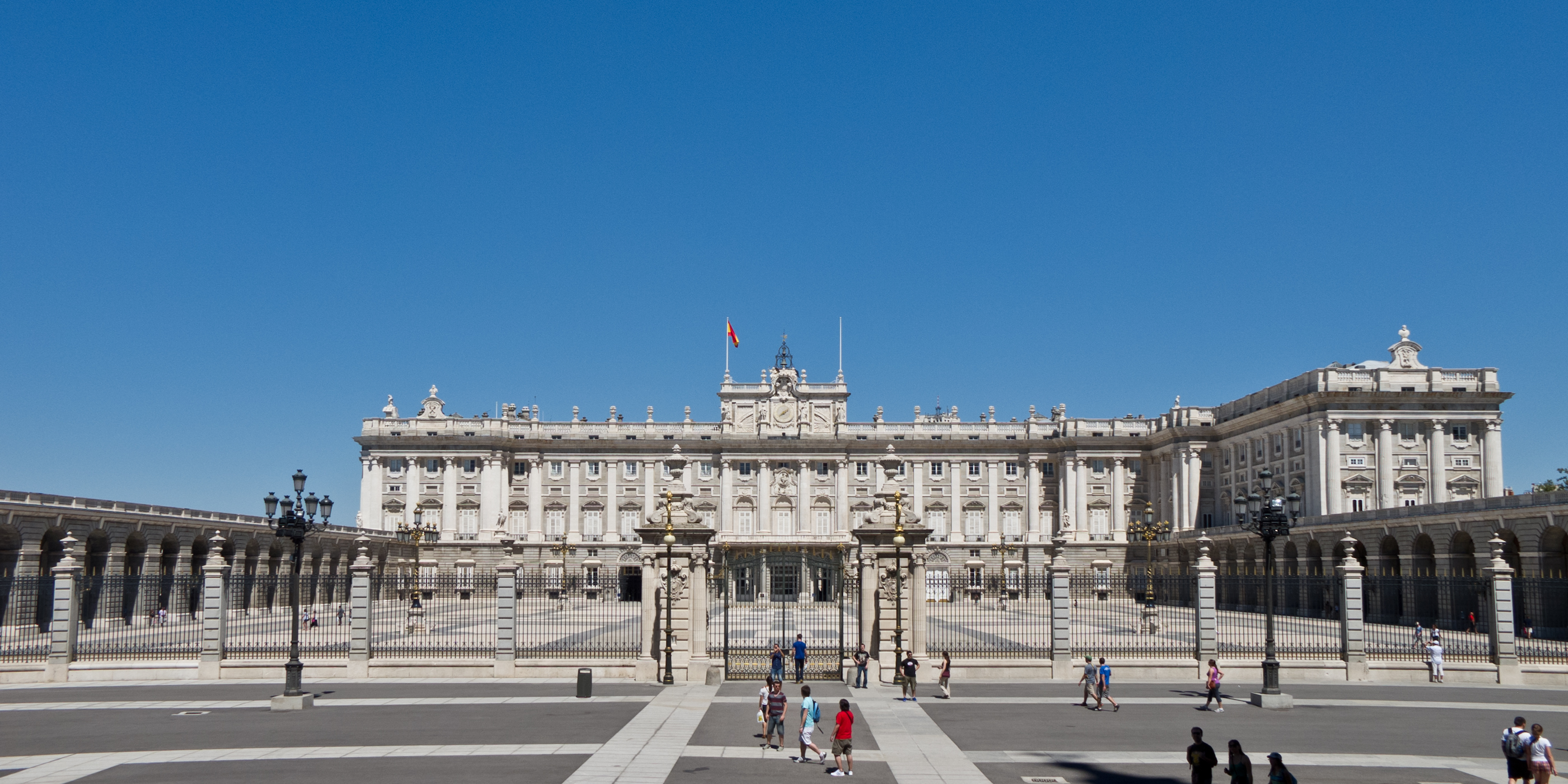
Partea de sud a Palatului Regal.

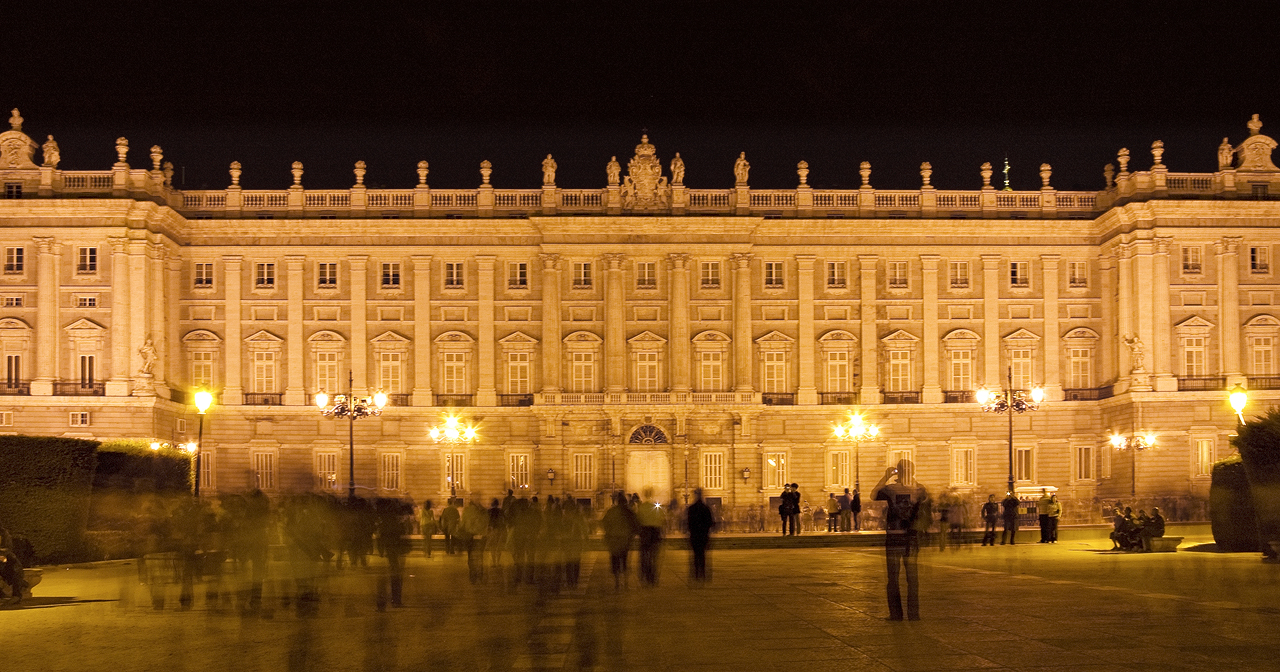
Fațada de est a Palatului Regal văzută dinspre Piața Orientalǎ.

Palatul Regal din Madrid, cunoscut și ca Palatul din Orient (în limba spaniolă: Palacio Real sau Palacio de Oriente) este reședința oficialǎ a Regelui Spaniei din Madrid și este singura reședința a Ceremoniilor de Stat. Cu o suprafata de 135.000 metri pătrați și 3418 de camere, este cel mai mare palat regal din Europa.
Totuși, Regele Juan Carlos și familia regală nu locuiesc în el, ci într-un palat mai modest, Palacio de la Zarzuela, de la marginea Madridului. Locul este deținut de statul spaniol și administrat de Patrimonio Nacional, o agenție publicǎ a Ministerului Președinției.
Clǎdirea este localizatǎ pe Strada Bailén, în partea de vest a Madridului, în partea de est a râul Manzanares și este accesibil de la stația de metrou Ópera. Palatul este deschis parțial pentru public cu excepția cazului când acesta este utilizat pentru evenimente oficiale.

## Istoria
Construcția dateazǎ din secolul X ca o fortǎreațǎ, numitǎ mayrit, construit ca un avanpost de Mohammed I, emirul de Córdoba , și moștenit după 1036 de către maurul Taifa de Toledo. Dupǎ ce Madridul i l-a cedat lui Alfonso al VI-lea al Castiliei, edificiul a fost doar rareori utilizat de către regii din Castilia. În 1329, regele Alfonso al XI-lea al Castiliei a convocat Curtea  de la Madrid pentru prima dată. Filip al II-lea a mutat curtea la Madrid în 1561.
Alcázar Antiguo ("Castelul Vechi") a fost construit pe locul acesta în secolul al XVI-lea. A ars la 24 decembrie 1734; regele Filip al V-lea a comandat un nou palat construit pe aceeași locație. Construcția a durat din 1738 pânǎ 1755 și a urmat un design Berniniesque de Filippo Juvarra și Giovanni Battista Tiepolo, în cooperare cu Ventura Rodríguez, Francesco Sabatini și Sarmiento Martin. Noul palat, care acoperă în mod direct catedrala Plaza de Armas, a fost ocupat de Carol al III-lea în 1764.

### Interiorul
Interiorul, care este deschis pentru vizitatori se compune din:
- Scara principalǎ
- Camera Halberdiers
- Sala coloanelor
- Sala tronului
- Saleta și anticamera lui Charles al III-lea
- Camera și dormitorul lui Charles al III-lea

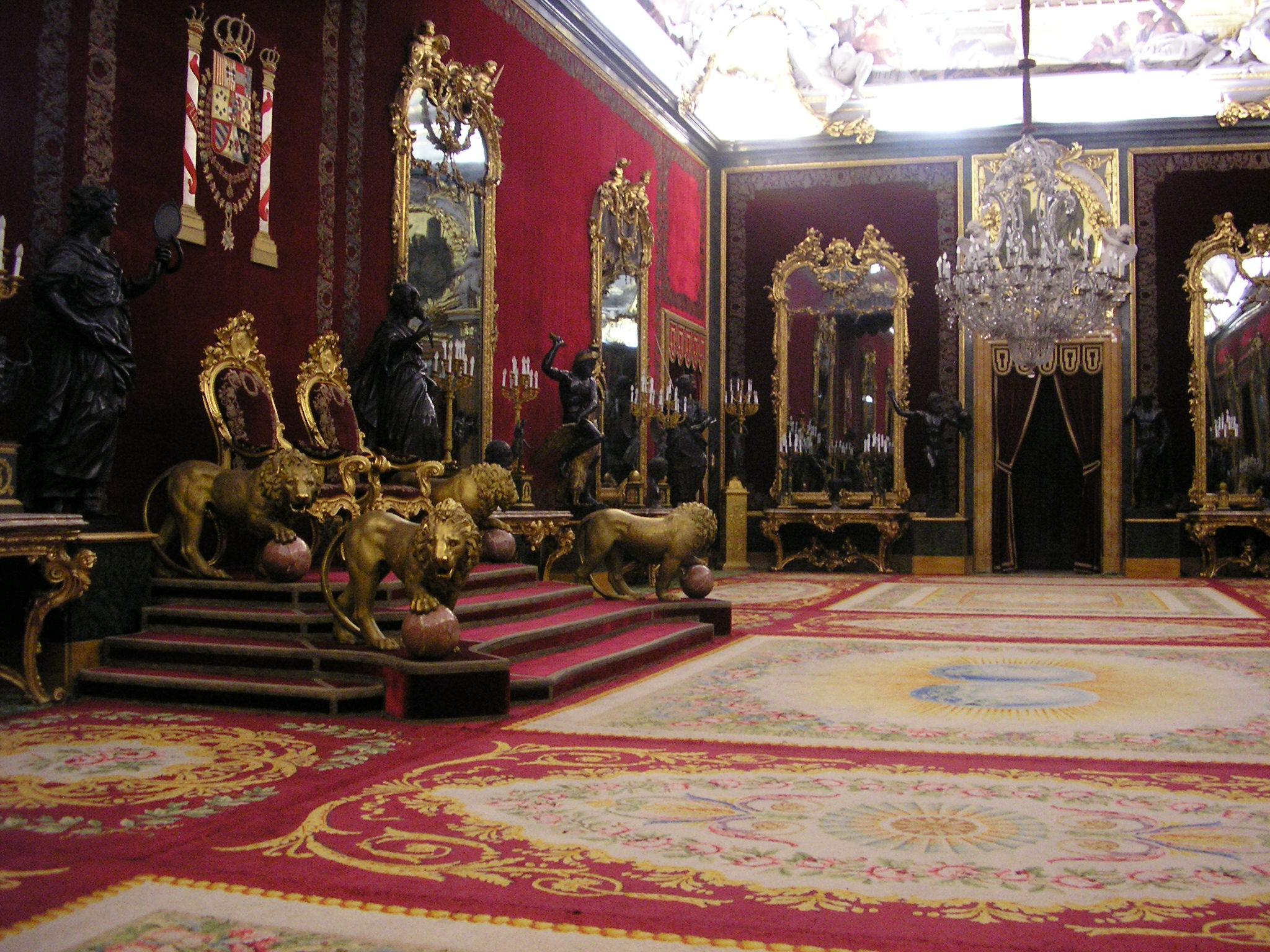
Sala Tronului

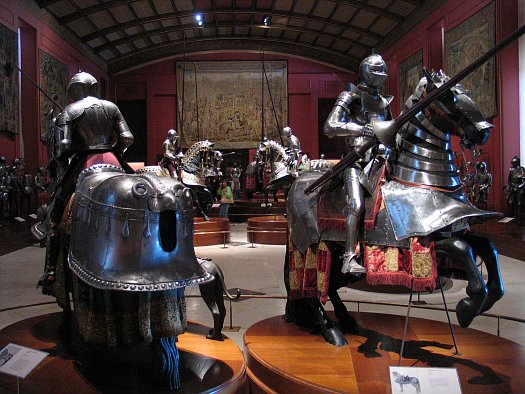
Muzeul Armurilor Regale

- Sufrageria
- Camera muzicii
- Colecția din China
- Capela Regalǎ

- Sala balului imperial
- Dormitorul imperial
- 252 de camere regale de oaspeți
- Biroul diplomatic
- Douǎ camere ale servitoarelor
- Camera albastrǎ de porțelan
- Camera verde de porțelan
- Camera recepției de culoare roșie

## Astăzi
Palatul cel mare este bogat decorat de artiști precum Velázquez, Tiepolo, Mengs, Gasparini, Juan de Flandes, Caravaggio și Goya. Mai multe colecții regale de o importanță istorică mare sunt ținute la palat, inclusiv armele regale și arme datând din secolul al 13-lea, și singurul cvintet de coarde Stradivarius complet din lume , precum și colecții de tapiserie, porțelan, mobilier și alte obiecte de mare importanță istorică.
Sub palat, la vest, sunt grădinile del Campo Moro cǎrora li s-au dat acest nume datorită faptului că aici, în anul 1109, Ben Ali Yusuf, liderul musulmanilor a tăbărît cu oamenii săi, în încercarea de a recuceri de la Madrid Cetatea Alcázar de la creștini. Fațada de est a palatului dă în Plaza de Oriente, precum și în Teatro Real , casa de operă. La sud se aflǎ un pătrat mare, numit Plaza de la Armas, înconjurat de aripi înguste de la palat , iar la sud se află Catedral de la Almudena. La nord se aflǎ Jardines de Sabatini (Sabatini Gardens), numit dupa unul dintre arhitecții palatului.
În fața La Plaza de Armas se află două statui în mărime naturală pe ambele pǎrți ale intrǎrii în palat onorând doi împărați nativi din America, Moctezuma, împăratul aztec și Atahualpa, împărat al incașilor.
Banchetul nunții Prințului Felipe și Letiziei Ortiz a avut loc la 22 mai 2004, în curtea centrală a Palatului.
Palatul este deschis publicului și este închis atunci când este folosit de rege pentru funcțiile de stat cum ar fi banchetele de stat pentru a vizita șefilor de stat, recepții oficiale guvernamentale și prezentarea de noi ambasadori la rege.